# Cardia Jackson
(en) Statistiques sur pro-football-reference
Cardia Jackson (né le 13 avril 1988 à Monroe) est un joueur américain de football américain.

## Carrière

### Universitaire
Jackson joue à l'université de Louisiane-Monroe. En 2007, il est nommé dans la seconde équipe de la Sun Belt Conférence de la saison après avoir enregistré soixante-dix-neuf tacles. En 2008, il effectue 127 tacles en 12 matchs (10,53 tacles par match ; huitième meilleur moyenne de la NCAA de la saison). Il intercepte deux passes lors de cette saison. En 2009, il est nommé meilleur joueur défensif de la Sun Belt Conférence après avoir terminé la saison avec 117 tacles. Il est aujourd'hui le leader de la conférence au nombre de tacles de l'histoire.

### Professionnelle
Cardia Jackson n'est sélectionné par aucune équipe lors du draft de la NFL de 2010 et signe peu de temps après comme agent libre avec les Rams de Saint-Louis. Il reste peu de temps avant de rejoindre les Packers de Green Bay. Il ne joue aucun match lors de la saison 2010 mais remporte le Super Bowl XLV le 6 février 2011. Néanmoins, il est libéré par la franchise et se retrouve agent libre. Il revient en équipe d'entraînement peu de temps après.